# 帕尔图尔
帕尔图尔（Partur），是印度马哈拉施特拉邦Jalna县的一个城镇。总人口28941（2001年）。

## 人口
该地2001年总人口28941人，其中男性14926人，女性14015人；0—6岁人口4614人，其中男2430人，女2184人；识字率63.54%，其中男性为72.24%，女性为54.27%。